# Radiovittaria vittarioides
Radiovittaria vittarioides là một loài thực vật có mạch trong họ Pteridaceae. Loài này được (Desv.) S. Lindsay mô tả khoa học đầu tiên năm 2008.